# Mar Cáspio
O mar Cáspio (em azeri:  Xəzər dənizi, em persa: دریای مازندران /دریای خزر; romaniz.: Daryaye Caspian or دریای مازندران; lit.  "Daryâ-ye Mazandaran ", em russo:  Каспийское море, em cazaque:  Каспий теңізі, em turcomeno: Hazar deňizi) é o maior corpo de água fechado e interior da Terra em área, diversas vezes classificado como o maior lago do mundo, ou um verdadeiro mar. Tem uma superfície de 371 000 km2 (não incluindo Kara Bogaz Gol) e um volume de 78 200 km3. É um bacia endorreica (que não tem saída) e é limitado a noroeste pela Rússia, a oeste pelo Azerbaijão, ao sul pelo Irã, a sudeste pelo Turcomenistão e ao nordeste pelo Cazaquistão.
Os antigos habitantes de seu litoral consideravam o mar Cáspio um oceano, provavelmente por causa de sua salinidade e aparência ilimitada. Tem uma salinidade de aproximadamente 1,2%, cerca de um terço da salinidade da maior parte da água do mar. No Irã, é conhecido como Darya-ye Mazandaran (دریای مازندران), que significa "mar de Mazandaran" em persa, e às vezes também como Darya-ye Khazar.
Na Antiguidade, era conhecido como oceano Hircaniano e também é atualmente denominado como mar Cazar e mar Khvalissian. Com sua superfície e seus 1 200 km de comprimento e 450 km de largura, o Cáspio é o mais importante lago do mundo. A sua profundidade média é de 180 m, com a cota máxima de 1 025 m, e a sua extensão costeira é de quase 7 000 km.

## Geografia
Os rios Volga e Ural desaguam no mar Cáspio, que é ligado também ao mar de Azov pelo canal Kuma-Manych. O Volga é responsável pela maior parte do fluxo de água que chega ao mar. Assim sendo, esta via fluvial é fundamental para que sejam mantidos o equilíbrio aquático, a constituição biológica e química e a oscilação do nível da água. Desta forma, o que acontece em torno do vale do Volga resulta em repercussões sobre o mar Cáspio.
Mas o mar Cáspio não recebe somente água da bacia do Volga. A poluição resultante de quase metade da população russa e de um terço da produção industrial e agrícola de áreas do rio Volga explica os elevados níveis de poluição em quase toda a bacia hidrográfica. A falta de preocupação ambiental no período soviético foi um dos fatores para a degradação do mar Cáspio.
Morfologicamente o mar Cáspio se divide em três partes principais: a primeira é a porção sul, onde se encontram as maiores profundidades, com média de 325 metros. A segunda parte é a parte central do mar, com profundidade média de 170 metros. A terceira é a porção norte, que integra a depressão Aralo-Caspiana (depressão absoluta, cuja altitude média é de –28 m). É a parte mais rasa do mar, onde a profundidade não passa dos dez metros. Esta parte do mar também é mais vulnerável aos impactos socioambientais, por estar situada junto a áreas continentais baixas e planas, além de possuir menor volume e profundidade.
O nível do mar Cáspio subiu e desceu ao longo dos séculos. Alguns historiadores apoiam a teoria segundo a qual, durante a Idade Média, um aumento do nível das águas teria provocado a inundação de cidades litorâneas da região de Cazária, como a cidade de Atil. No século XX ocorreram pelo três grandes períodos de mudança no nível geral da superfície do Cáspio. Entre os anos de 1900 e 1929, praticamente não ocorreram variações significativas de nível. Porém, entre 1930 e 1978, o nível das águas apresentou uma diminuição contínua, principalmente entre 1930 e 1941. A causa principal desse fenômeno foi a diminuição do fluxo de água vinda dos rios que ali têm sua foz.
A partir de 1978, o nível médio do Cáspio subiu cerca de 2,5 metros. As oscilações de nível, típicas em lagos ou mares fechados, causam impactos tanto do ponto de vista ambiental como na economia das áreas ribeirinhas. Tal cenário aconteceu no mar Cáspio durante a prolongada queda do nível das águas (1930/1977), sendo que especialistas acreditavam que essa era uma tendência irreversível. Assim, o governo soviético realizou a planificação do futuro da economia do local, considerando a contínua baixa do nível do mar. Quando o nível subiu, parte considerável do que foi construído, como estradas e assentamentos agrícolas, ficou submerso. Os danos do aumento do nível aquático acabaram sendo maiores nos territórios planos da costa norte e nordeste, áreas pertencentes à Rússia. Especialistas ainda não têm explicações para o recente aumento do nível do mar, nem uma previsão do que poderá ocorrer num futuro próximo
Outro aspecto importante são suas variações de nível e seu balanço hídrico, se comparado o primeiro aspecto com o que vem acontecendo no mar de Aral, cuja superfície líquida ficou reduzida dramaticamente nas últimas décadas.

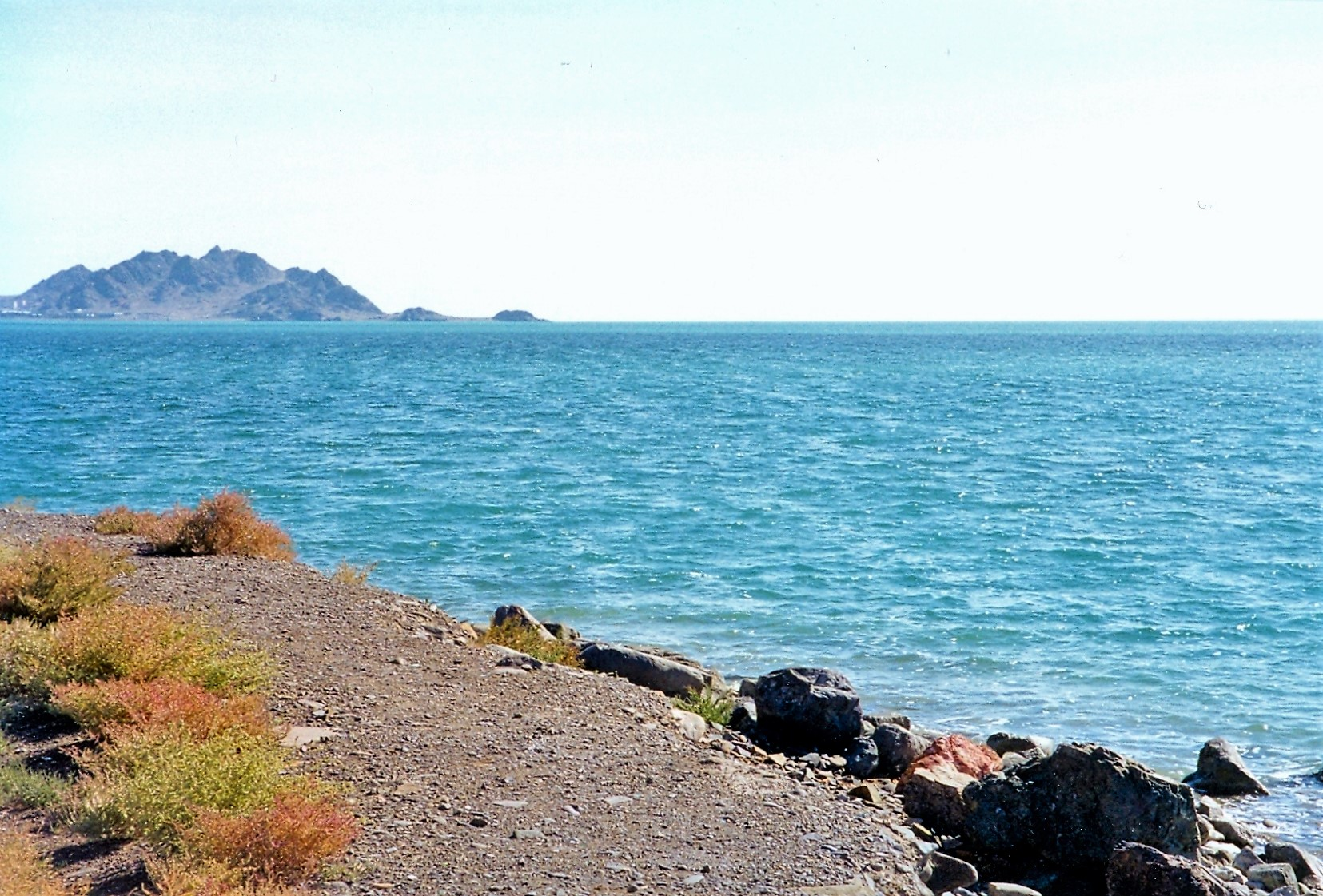
Mar Cáspio em Türkmenbaşy, Turquemenistão

As principais cidades à beira do mar Cáspio são:
- Baku, Azerbaijão
- Türkmenbaşy, Turquemenistão
- Babol, província de Mazandaran, Irã
- Atyrau, Cazaquistão
- Aktau, Cazaquistão

As cidades históricas à beira do mar Cáspio:
- Itil
- Khazaran
- Sarai Batu, primeira capital do Canato da Horda Dourada.

## História humana

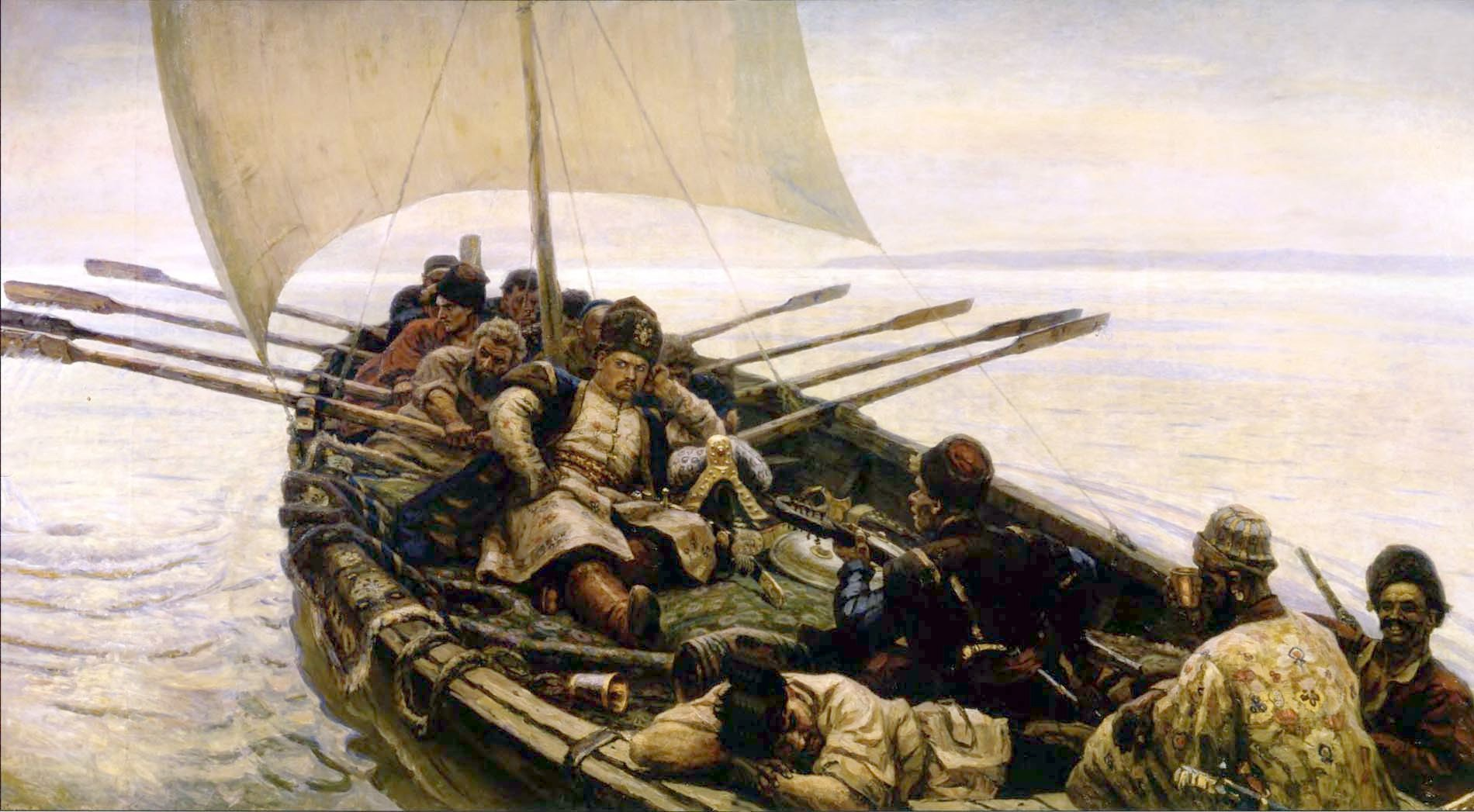
O rebelde e pirata cossaco do século XVII Stenka Razin, em um ataque no mar Cáspio
Vasily Surikov, 1906

Os primeiros vestígios humanos ao redor do mar Cáspio foram encontrados em Dmanisi, remontando há cerca de 1,8 milhões de anos e produziu uma série de restos de esqueletos de Homo erectus ou Homo ergaster. Evidências mais tardias de ocupação humana na região vêm de uma série de cavernas na Geórgia e no Azerbaijão, tais como Kudaro e caverna Azykh. Há evidências de ocupação humana no Paleolítico Inferior no sul do mar Cáspio ao oeste de Alburz, nos sítios arqueológicos de Ganj Par e Caverna Darband. Vestígios do Neanderthal também foram descobertos em um sítio arqueológico de uma caverna na Geórgia. Descobertas nas cavernas Huto e sua adjacente, a caverna Kamarband, perto da cidade de Behshahr, na província de Mazandaran, ao sul do mar Cáspio, no Irã, sugerem a habitação humana da área já há 11 000 anos.

## Economia
O Cáspio é uma das zonas de maior produção de petróleo no mundo, em particular nas águas territoriais do Azerbaijão. Recentes pesquisas anunciaram a presença de grandes reservas de petróleo nas profundezas do lago. O Cáspio é também conhecido por conter uma população de esturjão, que fornecem as ovas que são transformadas em caviar. Mas como consequência das atividades pesqueiras ilegais a população tem hoje seu volume muito abaixo do que era antes.